# 국도 제44호선

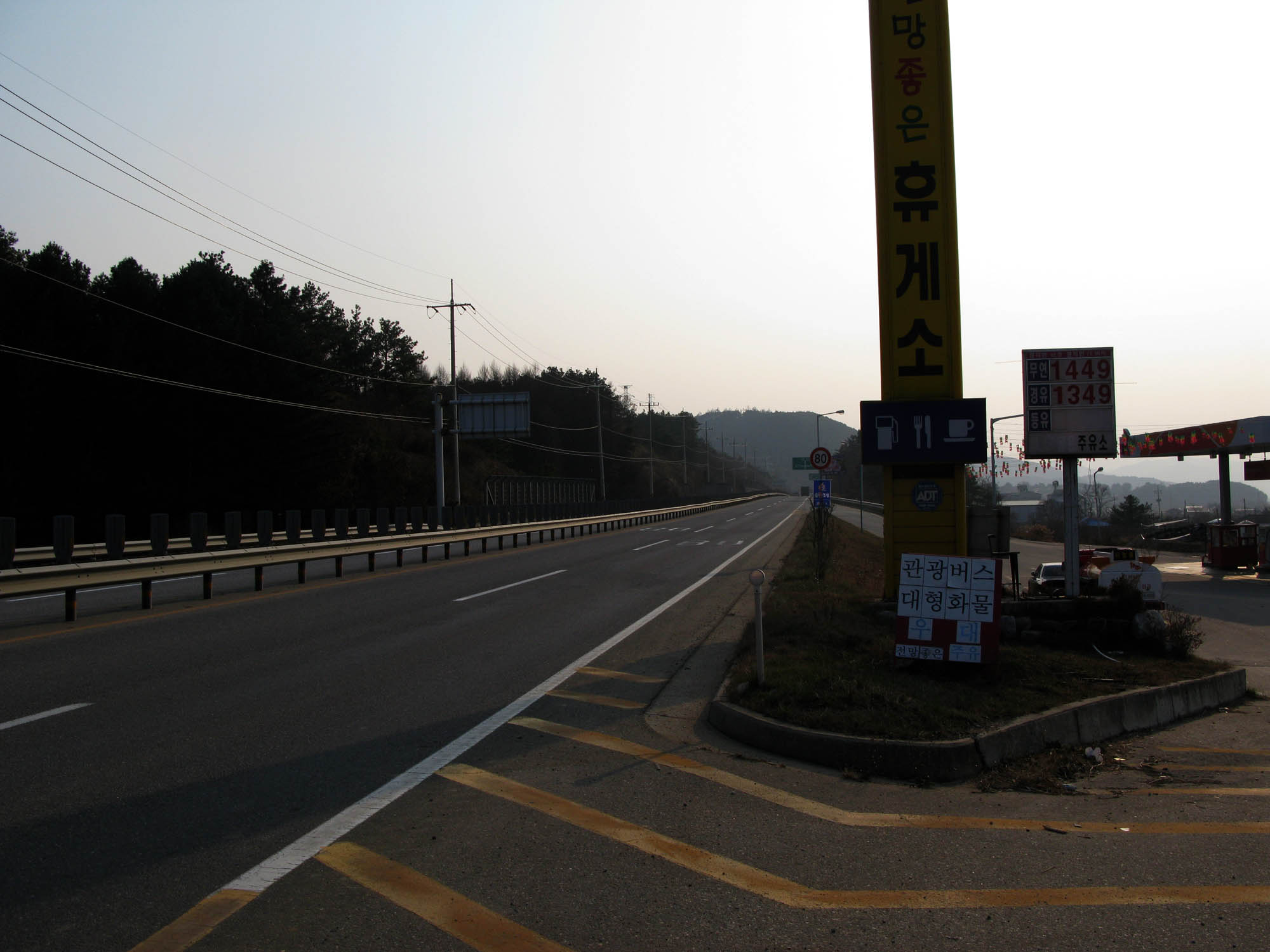
강원특별자치도 홍천군 인근

국도 제44호선 (양평 ~ 양양선, 國道第四十四號 楊平襄陽線)은 경기도 양평군 양평읍 상평 교차로에서 강원특별자치도 양양군 양양읍 청곡 교차로를 연결하는 대한민국의 일반 국도이다. 양평군 양평읍 상평 교차로에서 인제군 북면 한계삼거리까지, 논화교차로에서 청곡교차로까지는 도로가 왕복 4차선으로 넓게 포장되어 있다. 또한 이 도로의 전구간을 설악로(雪嶽路)로 부르기도 한다.

## 역사
- 1971년 8월 31일 : 일반국도노선지정령에 의해 국도 제44호선 양평 ~ 양양선이 됨.[1]
- 1981년 3월 14일 : 양평면이 양평읍으로, 양양면이 양양읍으로 승격함에 따라 기점 및 종점 표기 수정[2]
- 1987년 4월 17일 : 기존 지정 구간인 홍천군 두촌면 철정리 180m 구간 폐지[3]
- 1987년 6월 9일 : 기존 지정 구간인 홍천군 홍천읍 결운리 260m 구간 폐지[4]
- 1994년 10월 13일 : 홍천군 홍천읍 연봉리 ~ 상오안리 5.8km 구간 개통[5]
- 1996년 1월 12일 : 홍천교(홍천군 홍천읍 연봉리 ~ 희망리) 144m 구간 재가설 개통[6]
- 1998년 2월 : 강원도 홍천군 화촌면 성산리 ~ 인제군 남면 남전리 33.9km 구간 4차로 확장 공사 착공
- 1999년 11월 15일 : 양평 ~ 용문간 도로(양평군 양평읍 덕평리 ~ 용문면 삼성리) 4.1km 구간 확장 개통, 기존 구간 폐지[7]
- 2000년 7월 1일 : 경기도 양평군 청운면 용두리 ~ 강원도 홍천군 홍천읍 상오안리 19.55km 구간 확장 개통, 기존 17.3km 구간 폐지[8]
- 2000년 9월 1일 : 홍천군 홍천읍 갈마곡리 ~ 화촌면 구성포리 8.38km 구간 확장 개통, 기존 7.77km 구간 폐지[9]
- 2001년 12월 29일 : 인제군 인제읍 남북리 ~ 북면 한계리 15.6km 구간 확장 개통, 기존 13.5km 구간 폐지[10]
- 2002년 12월 21일 : 신남 ~ 인제간 도로(강원도 인제군 남면 부평리 ~ 인제읍 남북리) 5.6km 구간 확장 개통, 기존 4.2km 구간 폐지[11]
- 2004년 1월 1일 : 강원도 양양군 서면 논화리 ~ 양양읍 청곡리 8.4km 구간 확장 개통[12]
- 2006년 7월 15일 :중부지방 집중 호우로 인한 산사태 영향으로 인제군 북면 한계령입구 삼거리 ~ 양양군 서면 논화 삼거리 구간 도로 파손 발생 두절 사태 발생
- 2006년 12월 5일 : 강원도 홍천군 화촌면 성산리 ~ 인제군 남면 남전리 33.9km 구간 4차로 확장 개통[13]
- 2007년 1월 15일 : 강원도 홍천군 화촌면 구성포리 ~ 인제군 남면 남전리 33.9km 구간 개통[14]
- 2009년 6월 30일 : 오가 ~ 논화간 도로(양양군 서면 가라피리 ~ 논화리) 구간 2.94km 확장 개통[15]

## 주요 경유지
경기도
- 양평군 (양평읍 · 용문면 · 단월면 · 청운면)

강원특별자치도
- 홍천군 (남면 · 홍천읍 · 화촌면 · 두촌면) - 인제군 (남면 · 인제읍 · 북면) - 양양군 (서면 · 양양읍)

구간 거리표 (단위 km)
양평군 6.3 (용두ic ~ 신당고개 정상)
홍천군 49.4 (신당고개 정상 ~ 건니고개 정상)
인제군 51.5 (건니고개 정상~ 한계령 정상)
양양군 30.0 (한계령 정상 ~ 양양 종점 // 오색터널 구간 포함)

## 노선

### 경기도
| 이름                     | 접속 노선                                         | 소재지 | 소재지 | 비고 |
| ------------------------ | ------------------------------------------------- | ------ | ------ | --- |
| 상평 교차로(상평 삼거리) | 국도 제37호선 국가지원지방도 제98호선 (마유산로)  | 양평군 | 양평읍 | 시점 국도 제6, 37호선과 중복                                                                             |
| 양평 교차로              | 국도 제37호선 (양평로)                            | 양평군 | 양평읍 | 국도 제6, 37호선과 중복                                                                                  |
| 양평소방서               |                                                   | 양평군 | 양평읍 | 국도 제6호선과 중복                                                                                      |
| 공흥육교                 | 백운길                                            | 양평군 | 양평읍 | 국도 제6호선과 중복                                                                                      |
| 백동육교                 | 초롱길                                            | 양평군 | 양평읍 | 국도 제6호선과 중복                                                                                      |
| 백안육교                 | 중앙로                                            | 양평군 | 양평읍 | 국도 제6호선과 중복                                                                                      |
| 신흥육교                 | 대흥로                                            | 양평군 | 양평읍 | 국도 제6호선과 중복                                                                                      |
| 용문터널                 |                                                   | 양평군 | 용문면 | 국도 제6호선과 중복 상행 연장 345m 하행 연장 173m                                                        |
| 용문 교차로              | 갈월길                                            | 양평군 | 용문면 | 국도 제6호선과 중복                                                                                      |
| 용문교                   |                                                   | 양평군 | 용문면 | 국도 제6호선과 중복                                                                                      |
| 마룡 교차로              | 지방도 제341호선 (용문산로)                       | 양평군 | 용문면 | 국도 제6호선과 중복                                                                                      |
| 금곡 교차로              | 용문로                                            | 양평군 | 용문면 | 국도 제6호선과 중복                                                                                      |
| 봉상삼거리               | 국가지원지방도 제70호선 (용문로)                  | 양평군 | 단월면 | 국도 제6호선과 중복 국가지원지방도 제70호선과 중복 상행 진출 불가 하행 진입 불가                         |
| 삼가 교차로(삼가 사거리) | 지방도 제345호선 (양동로) 봉상길                  | 양평군 | 단월면 | 국도 제6호선과 중복 국가지원지방도 제70호선과 중복 지방도 제345호선과 중복                               |
| 단월 교차로              | 보룡길                                            | 양평군 | 단월면 | 국도 제6호선과 중복 국가지원지방도 제70호선과 중복 지방도 제345호선과 중복 상행 진입 불가 하행 진출 불가 |
| 보룡 교차로              | 국가지원지방도 제70호선 지방도 제345호선 (단월로) | 양평군 | 단월면 | 국도 제6호선과 중복 국가지원지방도 제70호선과 중복 지방도 제345호선과 중복 상행 진입 불가                |
| 교동 교차로              | 백동길                                            | 양평군 | 청운면 | 국도 제6호선과 중복                                                                                      |
| 비룡 교차로              | 비룡1길                                           | 양평군 | 청운면 | 국도 제6호선과 중복                                                                                      |
| 용두 교차로              | 국도 제6호선 (경강로)                             | 양평군 | 청운면 | 국도 제6호선과 중복                                                                                      |
| 다대 교차로              | 용두로                                            | 양평군 | 청운면 | 상행 진출 불가 하행 진입 불가                                                                            |
| 삼성 교차로              | 청운삼성안길                                      | 양평군 | 청운면 | |
| 신당고개                 |                                                   | 양평군 | 청운면 | |

### 강원특별자치도
| 이름                                      | 접속 노선                                                   | 소재지 | 소재지                                  | 비고                                                |
| ----------------------------------------- | ----------------------------------------------------------- | ------ | --------------------------------------- | --------------------------------------------------- |
| 신당고개                                  |                                                             | 홍천군 | 남면                                    |                                                     |
| 양덕중학교 강원생활과학고등학교 앞 삼거리 | 새작들길                                                    | 홍천군 | 남면                                    |                                                     |
| 양덕원 교차로                             | 양덕원로 지방도 제494호선 (시동로)                          | 홍천군 | 남면                                    | 상행 진입 불가                                      |
| 양덕1교                                   |                                                             | 홍천군 | 남면                                    |                                                     |
| 월천리삼거리                              | 양덕원로                                                    | 홍천군 | 남면                                    | 상행 진출 불가 하행 진입 불가                       |
| 며느리고개터널                            |                                                             | 홍천군 | 남면                                    | 상행 연장 약 565m 하행 연장 약 515m                 |
| 며느리고개터널                            | 홍천읍                                                      | 홍천군 |                                         | 상행 연장 약 565m 하행 연장 약 515m                 |
| 오안초등학교(상오안리 사거리)             | 오안로 높은터로                                             | 홍천군 |                                         |                                                     |
| 홍천 나들목                               | 55호선 중앙고속도로                                         | 홍천군 |                                         |                                                     |
| 둔지교 남단                               | 송학정로 (국도 제5호선 (영서로)                             | 홍천군 |                                         |                                                     |
| 연봉 교차로                               | 무궁화로 무궁화로1길                                        | 홍천군 |                                         |                                                     |
| 연봉1교                                   | 장전평로                                                    | 홍천군 | 하행 무궁화공원 주차장 통해 진출입 가능 |                                                     |
| 연봉2교                                   | 남산강변로                                                  | 홍천군 |                                         |                                                     |
| 남산교 남단                               | 마지기로                                                    | 홍천군 | 상행 진출입 불가                        |                                                     |
| 홍천문화예술회관                          |                                                             | 홍천군 |                                         |                                                     |
| 갈마곡1교                                 | 지방도 제444호선 (공작산로)                                 | 홍천군 |                                         |                                                     |
| 갈마곡2교                                 | 지방도 제444호선 (공작산로) 결운로 오룡로                   | 홍천군 |                                         |                                                     |
| 검율교                                    |                                                             | 홍천군 |                                         |                                                     |
| 와동 교차로                               | 와동로                                                      | 홍천군 |                                         |                                                     |
| 굴운 교차로                               | 굴운로                                                      | 홍천군 | 화촌면                                  |                                                     |
| 구성포 교차로                             | 국도 제56호선 국가지원지방도 제56호선 (구룡령로) (가락재로) | 홍천군 | 화촌면                                  |                                                     |
| -                                         | 홍천로                                                      | 홍천군 | 화촌면                                  | 상행 진입 불가 하행 진출 불가                       |
| 동홍천 나들목 (성산 교차로)               | 60호선 서울양양고속도로 백이동길                            | 홍천군 | 화촌면                                  |                                                     |
| 원평 교차로                               | 야시대로 성산로                                             | 홍천군 | 화촌면                                  |                                                     |
| 말고개 교차로                             | 주음치로 부목길                                             | 홍천군 | 화촌면                                  |                                                     |
| 철정터널                                  |                                                             | 홍천군 | 화촌면                                  | 상행 연장 약 330m 하행 연장 약 345m                 |
| 철정터널                                  | 두촌면                                                      | 홍천군 |                                         | 상행 연장 약 330m 하행 연장 약 345m                 |
| 철정 교차로(철정 사거리)                  | 지방도 제451호선 (아홉사리로)                               | 홍천군 |                                         |                                                     |
| 향교골 교차로                             | 향교골길                                                    | 홍천군 |                                         |                                                     |
| 추평 교차로                               | 가래들길                                                    | 홍천군 |                                         |                                                     |
| 가리산 교차로                             | 가리산길                                                    | 홍천군 |                                         |                                                     |
| 역내 교차로                               | 자은로                                                      | 홍천군 | 상행 진입 불가 하행 진출 불가           |                                                     |
| 두촌교                                    |                                                             | 홍천군 |                                         |                                                     |
| 용소 교차로                               | 경수길                                                      | 홍천군 |                                         |                                                     |
| 자은 교차로                               | 자은로                                                      | 홍천군 | 상행 진출 불가 하행 진입 불가           |                                                     |
| 원동 교차로                               | 지방도 제408호선 (광석로) 원동조교로                        | 홍천군 |                                         |                                                     |
| 장남 교차로(장남 사거리)                  | 남덕동길 장남길                                             | 홍천군 |                                         |                                                     |
| 원거 교차로                               | 장남길                                                      | 홍천군 | 상행 진출 불가 하행 진입 불가           |                                                     |
| 건니고개                                  |                                                             | 홍천군 |                                         |                                                     |
| 과훈단 교차로(과훈단 삼거리)              | 응봉길                                                      | 인제군 | 남면                                    |                                                     |
| 어론초등학교                              |                                                             | 인제군 | 남면                                    |                                                     |
| 어론 교차로                               | 어론길                                                      | 인제군 | 남면                                    |                                                     |
| 다물 교차로                               | 지방도 제446호선 (김부대왕로)                               | 인제군 | 남면                                    |                                                     |
| 신풍 교차로                               | 신풍길                                                      | 인제군 | 남면                                    |                                                     |
| 신남 교차로                               | 국도 제46호선 (신남로) (삼팔선로)                           | 인제군 | 남면                                    | 상행 진입 불가 신남삼거리와 연결                    |
| 신남대교                                  |                                                             | 인제군 | 남면                                    |                                                     |
| 유목 교차로                               | 국도 제46호선 (신남로)                                      | 인제군 | 남면                                    | 국도 제46호선과 중복                                |
| 새마을교차로                              | 시댁골길                                                    | 인제군 | 남면                                    | 국도 제46호선과 중복                                |
| 모루박교차로                              | 모루박길                                                    | 인제군 | 남면                                    | 국도 제46호선과 중복                                |
| 부평교차로                                | 부평정자로                                                  | 인제군 | 남면                                    | 국도 제46호선과 중복                                |
| 부평교                                    |                                                             | 인제군 | 남면                                    | 국도 제46호선과 중복                                |
| 매고개                                    |                                                             | 인제군 | 남면                                    | 국도 제46호선과 중복                                |
| 청구교차로                                |                                                             | 인제군 | 남면                                    | 국도 제46호선과 중복                                |
| 남전교 남전교차로                         | 관대두무로                                                  | 인제군 | 남면                                    | 국도 제46호선과 중복                                |
| (이름 없음)                               | 신상촌길                                                    | 인제군 | 남면                                    | 국도 제46호선과 중복                                |
| 인제대교                                  |                                                             | 인제군 | 남면                                    | 국도 제46호선과 중복                                |
| 인제터널                                  |                                                             | 인제군 | 남면                                    | 국도 제46호선과 중복 상행 연장 922m 하행 연장 977m  |
| 인제터널                                  | 인제읍                                                      | 인제군 |                                         | 국도 제46호선과 중복 상행 연장 922m 하행 연장 977m  |
| 인제공설운동장                            | 인제로 가넷고개길                                           | 인제군 | 국도 제46호선과 중복                    |                                                     |
| (이름 없음)                               | 비봉로                                                      | 인제군 | 국도 제46호선과 중복                    |                                                     |
| 합강교차로                                | 국도 제31호선 (내린천로) 인제로                             | 인제군 | 국도 제31, 46호선과 중복                |                                                     |
| 덕산교차로(덕산삼거리)                    | 한석산로                                                    | 인제군 | 국도 제31, 46호선과 중복                |                                                     |
| 북면교차로                                | 국도 제31호선 (광치령로) 지방도 제453호선 (원통로)          | 인제군 | 국도 제31, 46호선과 중복                |                                                     |
| 서호교                                    |                                                             | 인제군 | 북면                                    | 국도 제46호선과 중복                                |
| (이름 없음)                               | 금강로                                                      | 인제군 | 북면                                    | 국도 제46호선과 중복                                |
| 원통교차로                                | 원통로                                                      | 인제군 | 북면                                    | 국도 제46호선과 중복                                |
| 관벌교차로                                |                                                             | 인제군 | 북면                                    | 국도 제46호선과 중복                                |
| 한계교차로                                | 국도 제46호선 (미시령로)                                    | 인제군 | 북면                                    | 국도 제46호선과 중복                                |
| 옥녀1교 옥녀2교                           |                                                             | 인제군 | 북면                                    |                                                     |
| 장수대                                    |                                                             | 인제군 | 북면                                    |                                                     |
| 한계령                                    |                                                             | 인제군 | 북면                                    | 해발 920m                                           |
| 한계령                                    |                                                             | 양양군 | 서면                                    | 해발 920m                                           |
| 필례약수입구                              | 필례로                                                      | 양양군 | 서면                                    |                                                     |
| 용소폭포입구                              |                                                             | 양양군 | 서면                                    |                                                     |
| 오색버스터미널                            |                                                             | 양양군 | 서면                                    |                                                     |
| 오색초등학교                              |                                                             | 양양군 | 서면                                    |                                                     |
| 오색1 교차로                              |                                                             | 양양군 | 서면                                    |                                                     |
| 남설악교                                  |                                                             | 양양군 | 서면                                    |                                                     |
| 남설악터널                                |                                                             | 양양군 | 서면                                    | 연장 약 815m                                        |
| 논화 교차로                               | 국도 제56호선 국가지원지방도 제56호선 (구룡령로) 쌍솔배기길 | 양양군 | 서면                                    | 국도 제56호선과 중복 국가지원지방도 제56호선과 중복 |
| 상평 교차로                               | 곰밭길                                                      | 양양군 | 서면                                    | 국도 제56호선과 중복 국가지원지방도 제56호선과 중복 |
| 양양 나들목                               | 60호선 서울양양고속도로 65호선 동해고속도로                 | 양양군 | 서면                                    | 국도 제56호선과 중복 국가지원지방도 제56호선과 중복 |
| 임천 교차로                               | 거마천로 임천길 양양로                                      | 양양군 | 양양읍                                  | 국도 제56호선과 중복 국가지원지방도 제56호선과 중복 |
| 구교 교차로                               | 북문길 한고개길                                             | 양양군 | 양양읍                                  | 국도 제56호선과 중복 국가지원지방도 제56호선과 중복 |
| 청곡 교차로                               | 국도 제7호선 국가지원지방도 제56호선 (동해대로)             | 양양군 | 양양읍                                  | 국도 제56호선과 중복 국가지원지방도 제56호선과 중복 |

## 도로명
- 경기도
  - 양평군 양평읍 상평 교차로 ~ 청운면 용두 교차로 : 경강로
  - 양평군 청운면 용두 교차로 ~ 신당고개 : 설악로

- 강원특별자치도
  - 홍천군 남면 신당고개 ~ 양양군 양양읍 청곡 교차로 : 설악로